# Donte Grantham
Donte Grantham (ur. 19 marca 1995 w Martinsburg) – amerykański koszykarz, występujący na pozycji niskiego skrzydłowego.
W 2013 jako zawodnik szkoły średniej został laureatem nagrody Evans Award. Rok później został nagrodzony tytułem najlepszego zawodnika stanu Wirginia (Prep Player of the Year for the state of Virginia). Poprowadził też drużynę Martinsburg do mistrzostwa stanu klasy AAA.

## Osiągnięcia
Stan na 2 sierpnia 2019, na podstawie, o ile nie zaznaczono inaczej.
NCAA
- Uczestnik rozgrywek Sweet 16 turnieju NCAA (2018)
- Zaliczony do I składu turnieju Charleston Classic (2018)